# Уравнение Минсера
Уравнение Минсера (Уравнение Минцера, англ. The Mincer earnings function, Mincerian equations) — модель, представляющая заработную плату как функцию от пройденного обучения и полученного опыта работы, названная в честь Джейкоба Минсера.  Она была разработана в 1958 году, и стала традиционной оценкой выгодности вложений в человеческий капитал. По словам известного канадского экономиста Томаса Лемье: "Уравнение Минсера - это одна из самых широко используемых моделей в эмпирической экономике".
В одной из базовых постановок логарифм заработной платы представляется в виде суммы количества лет обучения и квадратичной функции от количества лет трудового стажа.
{\displaystyle \ln w=f(s,x)=\ln w_{0}+ps+\beta _{1}x+\beta _{2}x^{2}}
В данном уравнении переменные имеют следующее значение: {\displaystyle w} — это заработная плата ({\displaystyle w_{0}} — заработная плата человека без образования и без опыта работы); {\displaystyle s} — это количество лет обучения; {\displaystyle x} — количество лет трудового стажа. Параметры {\displaystyle p} и {\displaystyle \beta _{1}}, {\displaystyle \beta _{2}} могут интерпретироваться как вклад обучения и опыта соответственно.

## История
Одной из главных микроэкономических проблем, которая стоит перед вопросом концепции человеческого капитала – оценка влияния, оказываемого на заработную плату различными формами человеческого капитала: продолжительностью обучения, трудовым стажем. Американский экономист Джейкоб Минсер пытался изучить этот вопрос.

### Ранние работы
В своих ранних работах Минcер анализирует влияние обучения и полученного опыта на месте работы на заработную плату. Доказывается вогнутость графика, отражающего профиль «возраст-заработная плата». Отмечается, что с возрастом человек накапливает больше знаний, что способствует получению большей заработной платы, однако по мере достижения пенсионного возраста вложения в человеческий капитал снижаются, привлекательность таких инвестиций становится ниже, отдача от них уменьшается. Отмечается факт того, что, в частности, инвестиции в обучение на месте работы снижаются с возрастом, так как сокращается продолжительность оставшегося трудового периода.

### Уравнение заработной платы
Обратимся к более поздним работам Минсера, где дополняются и расширяются предыдущие исследования. Важнейшим результатом стало формирование стандартного уравнения заработной платы, отражающего ее зависимость от образования и профессионального опыта.
Необходимость осуществления инвестиций в человеческий капитал в процессе получения опыта работы очевидна, однако для этого нужно жертвовать частью дохода для получения профессиональной подготовки. Данный вывод подтверждается тем, что новые работники на рынке труда получают заработную плату, как правило, значительно более низкую, чем опытные специалисты. Минсер показывает различие между профилями: «возраст-заработная плата» и «опыт-заработная плата». Если индивиды различаются уровнем образования, то они отличаются возрастом, в котором они начинают инвестировать в обучение на месте работы, таким образом, два упомянутых профиля отличаются.
Уравнение дополняется переменными, отражающими накопленный опыт, подготовку непосредственно на месте работы и количество лет, которое прошло после завершения учёбы. Помимо переменной "количество лет трудового стажа", в уравнение включена и квадратичная форма количества лет трудового стажа, поскольку важно понимать нелинейность зависимости.

## Значение
Важность разработанного Минсером подхода обусловлена возможностью оценки влияния на уровень заработной платы различных факторов. Многочисленные исследования по проблеме человеческого капитала в большинстве своём основываются именно на оценке выведенного Минсером уравнения заработной платы. Модификации модели используются для оценки влияния на доход продолжительности обучения, качества образования, влияния трудового стажа на разницу в заработной плате мужчин и женщин. Модель является базовой для оценки качества образования в развивающихся странах. Исследования в области экономического роста используют уравнение Минсера для оценки вклада образования.